# Shoei
K.K. Shoei (jap. 株式会社SHOEI, Kabushiki-gaisha Shoei, dt. Shoei Co., Ltd.) ist ein japanischer Hersteller von Motorradhelmen.

## Geschichte
Das Unternehmen geht auf die 1954 von Eitarō Kamata (鎌田 栄太郎) gegründete Kamata Polyester (鎌田ポリエステル) zurück, die Helme primär für die Bauindustrie herstellte. Motorradhelme werden seit 1960 produziert. Am 17. März 1959 folgte die Unternehmensgründung als Shōei Kakō K.K. (昭栄化工株式会社).
1962 wurde angefangen, Helme für den Motorradrennsport herzustellen. Die Fabrik in Tokyo hat die ersten Motorradhelme hergestellt, die dem japanischen Industriestandard (JIS) genügt haben.
1965 hat Honda eine Serie von Shoeis Helmen als ihre Originalhelme produzieren lassen und damit die Popularität und Verfügbarkeit erhöht. Die Shoei Safety Helmet Corp. wurde 1968, kurz nach der Errichtung der Fabrik in Ibaraki, gegründet. Die aktuelle Fabrik in Iwate wurde 1989 errichtet. Im Mai 1998 erfolgte die Umfirmierung in K.K. Shōei (株式会社シヨウエイ) und im August in K.K. Shoei.
In den 2010er Jahren kam Shoei auf ca. 500 Mitarbeiter und rund 500.000 pro Jahr gefertigte Helme. Das Unternehmen liefert die Helme zahlreicher Fahrer der Motorrad-Weltmeisterschaft.

## Helme

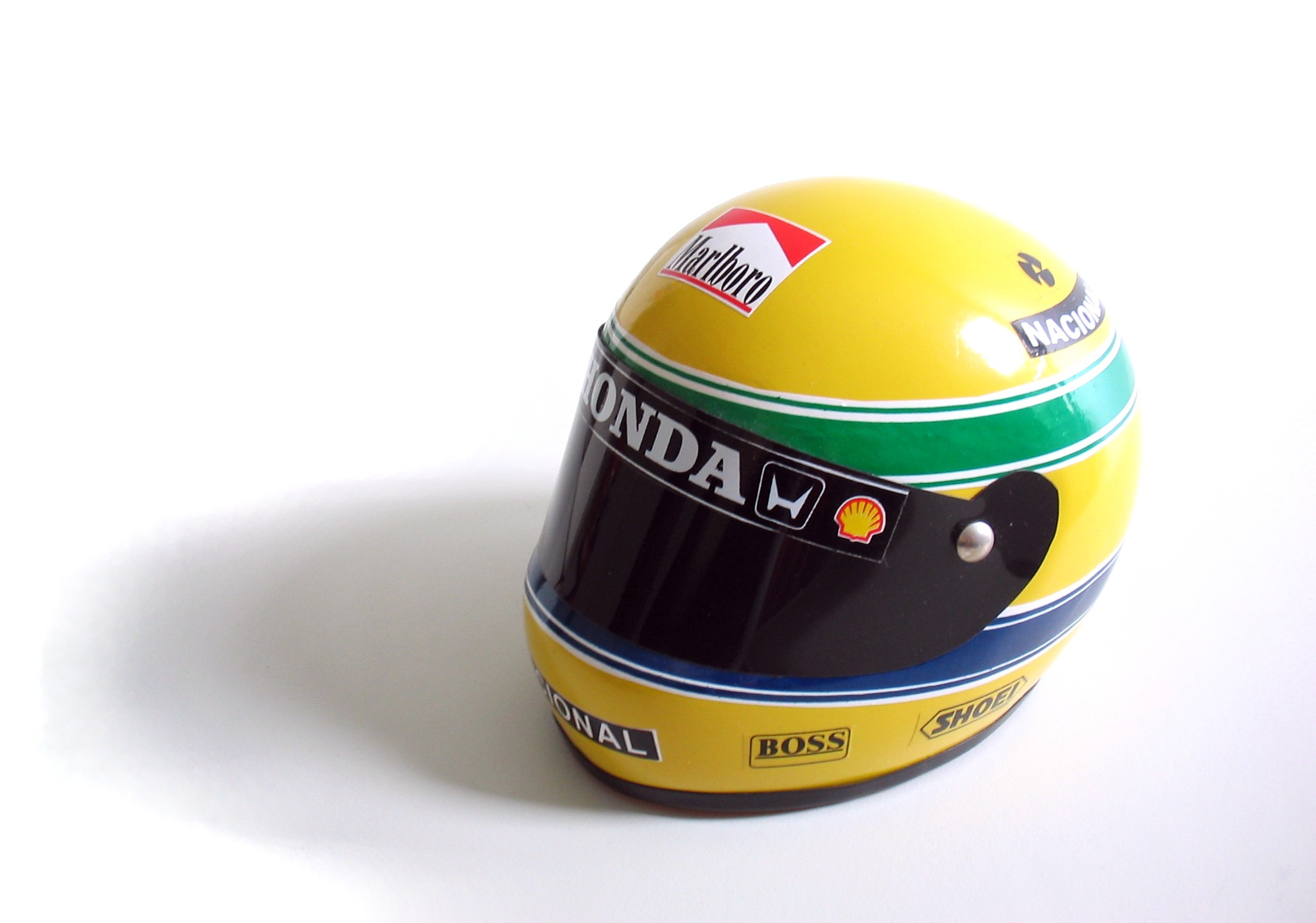
Helm von Ayrton Senna

Seit der Gründung der Firma wurden alle Helme in Japan entwickelt und hergestellt, obwohl sie weltweit verkauft werden. Shoei war Mitte der 1970er einer der ersten Hersteller von leichten Helmen aus kohlenstofffaserverstärktem Kunststoff. Shoeis GRV-Helm war der erste, der eine Mischung aus Kohlenstofffasern und Kevlar verwendet hat.

## Finanzielle Auswirkungen des Tōhoku-Erdbebens
Shoei wurde ein Opfer des Tōhoku-Erdbeben im Jahre 2011. Zwei Fabriken in Iwate und Ibaraki wurden beschädigt und mussten teilweise wiederhergestellt werden. Die Kosten betrugen ca. 63 Mio. Yen.